# Haemodracon riebeckii
Espèce
Synonymes
- Diplodactylus riebeckii Peters, 1882
- Ptyodactylus socotranus Steindachner, 1902
- Phyllodactylus riebeckii (Peters, 1882)

Statut de conservation UICN

 LC  : Préoccupation mineure
Haemodracon riebeckii est une espèce de geckos de la famille des Phyllodactylidae.

## Répartition
Cette espèce est endémique de l'archipel de Socotra au Yémen. Elle se rencontre sur les îles de Socotra et de Samhah.

## Description
C'est un gecko nocturne et arboricole, assez fin d'aspect est gris irrégulier, avec des taches légèrement plus sombres.

## Étymologie
Cette espèce est nommée en l'honneur d'Emil Riebeck (1853-1885).

## Publication originale
- Peters, 1882 : Über die von Herrn Dr. E. Riebeck auf Socotra gesammelten Reptilien. Sitzungsberichte der Gesellschaft Naturforschender Freunde zu Berlin, vol. 1882, p. 42-46 (texte intégral).